# ThyssenKrupp
ThyssenKrupp AG – niemiecki koncern zatrudniający około 159 000 pracowników, powstały w 1999 roku w wyniku połączeniu spółek Thyssen oraz Krupp. Korporacja jest zarejestrowana w Essen i Duisburgu, a składa się z 670 osobnych spółek rozsianych po całym świecie. Według danych z 2005 roku, 23,58% udziałów w spółce należy do fundacji Alfried Krupp von Bohlen und Halbach.
ThyssenKrupp jest jednym z największych na świecie producentów stali. Działa na świecie w trzech branżach biznesowych: produkcji stali, dóbr kapitałowych i w usługach. Wydział zajmujący się produkcją stali koncentruje się głównie na stali węglowej oraz stali nierdzewnej, podczas gdy sektor dóbr kapitałowych składa się z trzech segmentów: produkcji dźwigów, sektora motoryzacyjnego (części, zamienniki, moduły) oraz wydziału technologii (obrabiarki, łożyska wielkośrednicowe, drzwi przemysłowe). Sektor usługowy zajmuje się dostarczaniem materiałów zamawianych na wymiar, usługami środowiskowymi, inżynierią mechaniczną oraz zakładaniem rusztowań.

## Produkty i sprzedaż
ThyssenKrupp generuje 33% sprzedaży w swojej branży na rodzimym rynku. Pozostałe kraje Unii Europejskiej (gdzie wskaźnik ten wynosi 28%) oraz państwa rejonu NAFTA (21%) są głównymi celami eksportu towarów ThyssenKrupp. Spółka zajmuje ze swoimi produktami wiodącą pozycję na licznych międzynarodowych rynkach.
ThyssenKrupp została zawiązana w 1999 na skutek połączenia firm Thyssen i Krupp. W 2005 do spółki wcielono Howaldtswerke-Deutsche Werft (HDW) z Kilonii. ThyssenKrupp Marine Systems (TKMS) jest obecnie najważniejszym europejskim producentem okrętów. Poza HDW, podrzędnymi spółkami ThyssenKrupp są również Blohm + Voss z Hamburga oraz Nordseewerke z Emden.
W grudniu 2005 ThyssenKrupp zakupiła od BAE Systems 60% udziałów w Atlas Elektronik.

## Kontrowersje
W listopadzie 2006 pięciu wytwórców dźwigów (ThyssenKrupp AG, Otis Elevator Company, Schindler Group, Kone Oyj oraz Mitsubishi Elevator Europe) zostało przez Komisję Europejską uznanych za winnych wprowadzenia monopolu cenowego w okresie liczącym ponad 9 lat. Kilka miesięcy później, 21 lutego 2007, Komisja Europejska skazała ThyssenKrupp na karę finansową wysokości 629 milionów dolarów (479 milionów euro), (tymczasem Otis ukarano grzywną wysokości 295 milionów dolarów).
Europejska Komisja ds. Konkurencji orzekła, że wymienione spółki współpracowały ze sobą w celu zmonopolizowania rynku (przejmowania wszystkich kontraktów, udziałów w rynku, sterowania cenami) przynajmniej w okresie między 1995 a 2004. Komisja ogłosiła, że spółki „nie wyparły się przedstawionych im zarzutów” zaznaczając, że żaden z oskarżonych podmiotów nie wniósł prośby o wysłuchanie jego wyjaśnień.
11 maja 2007 ThyssenKrupp ogłosił zainwestowanie 3,1 miliarda euro (4,19 miliarda dolarów) w zakład przetwarzający stal w południowej Alabamie. Decyzję podjęto po kilku miesiącach konkurencji o inwestycję między zakładem nad rzeką Missisipi w miejscowości spisowej Convent w stanie Luizjana a zakładem nad rzeką Tombigbee w hrabstwie Mobile w Alabamie. Walcownia gorąca blach będzie przetwarzać stalowe szyny wyprodukowane w należącej do ThyssenKrupp stalowni w Brazylii.
6 grudnia 2007, podczas pożaru w zakładzie w Turynie (Włochy), zginęło 7 hutników. W czasie śledztwa pracownicy poskarżyli się na nieprzestrzeganie zasad bezpieczeństwa. W czasie trwania śledztwa Harald Espenhahn, dyrektor zarządzający włoskiego oddziału Thyssen Krupp, wystosował dokument, w którym napisał, że jedyna osoba, która przeżyła wypadek, powinna wnieść oskarżenie w sądzie, jako że wcześniej oskarżyła spółkę ThyssenKrupp w telewizji. Espenhahn uważał, że przyczyną pożaru było roztargnienie pracowników.